# Kimberley, Nottinghamshire
Kimberley är en stad och civil parish i distriktet Broxtowe i grevskapet Nottinghamshire i England. Orten har 6 053 invånare (2011). Byn nämndes i Domedagsboken (Domesday Book) år 1086, och kallades då Chinemarel(e)ie.